# The Man Who
Az 1999-es The Man Who a Travis második nagylemeze. Meghozta az együttes számára a nemzetközi elismerést. A brit albumlista élére került, Ausztráliában a 8. helyig jutott. Az Egyesült Államokban 2000 elején jelent meg. Két BRIT Awards díjat nyert, a legjobb album és a legjobb újonc kategóriákban. Az albumot Stanley Kubrick-nak dedikálták. Az Egyesült Királyságban 1999 legtöbb példányban eladott albuma lett, több mint 2,7 millió példányban kelt el. Az album címe Oliver Sacks The Man Who Mistook His Wife for a Hat című könyvére utal.
2006-ban a Q magazin minden idők 70. legjobb albumának nevezte. 2010-ben jelölték az elmúlt 30 év legjobb albumának, de az az Oasis albuma, a (What’s the Story) Morning Glory? lett. Szerepel az 1001 lemez, amit hallanod kell, mielőtt meghalsz című könyvben.

## Az album dalai
|     | Cím                            | Szerző(k)           | Hossz |
| --- | ------------------------------ | ------------------- | ----- |
| 1.  | Writing to Reach You           | Francis Healy       | 3:41  |
| 2.  | The Fear                       | Healy               | 4:12  |
| 3.  | As You Are                     | Healy               | 4:14  |
| 4.  | Driftwood                      | Healy               | 3:33  |
| 5.  | The Last Laugh of the Laughter | Healy               | 4:20  |
| 6.  | Turn                           | Healy               | 4:24  |
| 7.  | Why Does It Always Rain on Me? | Healy               | 4:25  |
| 8.  | Luv                            | Healy, Adam Seymour | 4:55  |
| 9.  | She's So Strange               | Healy               | 3:15  |
| 10. | Slide Show                     | Healy               | 3:06  |

## Közreműködők
- Francis Healy – ének, gitár
- Andy Dunlop – gitár
- Dougie Payne – basszusgitár
- Neil Primrose – dob

## Fordítás
- Ez a szócikk részben vagy egészben a The Man Who című angol Wikipédia-szócikk ezen változatának fordításán alapul.  Az eredeti cikk szerkesztőit annak laptörténete sorolja fel. Ez a jelzés csupán a megfogalmazás eredetét és a szerzői jogokat jelzi, nem szolgál a cikkben szereplő információk forrásmegjelöléseként.